# Liste der Wohn- und Arbeitslager im Salzgittergebiet
Die Liste der Wohn- und Arbeitslager im Salzgittergebiet umfasst Wohnlager, die in der Zeit von 1938 bis 1945 angelegt wurden, um Arbeitskräfte für den Aufbau der Hermann-Göring-Werke und der Hermann-Göring-Stadt, dem heutigen Salzgitter, unterzubringen. Die Lager wurden zunächst vom RAD, zivilen deutschen Arbeitern und später von Vertragsarbeitern aus den besetzten Gebieten Europas, Zwangsarbeitern, Kriegsgefangenen und KZ-Häftlingen bewohnt. Nach dem Ende des Zweiten Weltkrieges dienten sie vorübergehend der Unterbringung von Displaced Persons, deutschen Kriegsgefangenen und danach als Unterkunft für Vertriebene und Wohnungslose. Ein Teil der Lager wurde zu regelrechten Wohnungen bzw. Wohnsiedlungen umgenutzt.
| Lager Nr. | errichtet      | Bezeichnung       | Ort / Ortsteil                | Alternativname                              | Lage                                                                                 | Nutzer                  | Funktion                                                | Nach 1945 |                                                                                      |
| --------- | -------------- | ----------------- | ----------------------------- | ------------------------------------------- | ------------------------------------------------------------------------------------ | ----------------------- | ------------------------------------------------------- | --- | ------------------------------------------------------------------------------------ |
| 1         | 1937           | Salzgitter        | Salzgitter-Bad                | Lager Finkenkuhle                           | zwischen Braunschweiger Straße (B248) und Bahnstrecke Ringelheim-Braunschweig        | Erzbergbau              | Berg- und Bauarbeiterlager                              | displaced persons, ab 1950 Vertriebene                                                                                       |                                                                                      |
| 2         | 1937           | Salzgitter        | Salzgitter-Bad                | Hannoversche Treue                          | gegenüber Hannoversche Treue III                                                     | Erzbergbau              | Bergarbeiterlager                                       | displaced persons | Gewerbe                                                                              |
| 3         | 1937/38        | Engerode          | SZ-Engerode                   |                                             | nördlich Engerode                                                                    | Erzbergbau              | Bergarbeiterlager                                       | displaced persons, ab 1950 Vertriebene                                                                                       |                                                                                      |
| 4         | 1938           | Gebhardshagen     | SZ-Gebhardshagen              |                                             | zwischen Gustedter Straße und Werkbahn                                               | Erzbergbau              | Bergarbeiter- und Kriegsgefangenenlager                 | displaced persons, ab 1950 Vertriebene                                                                                       |                                                                                      |
| 5         | 1938           | Haverlahwiese     | SZ-Gebhardshagen              | Lager Haverlahwiese                         | an der Gustedter Straße, gegenüber Haverlahwiese I                                   | Erzbergbau              | Berg- und Zwangsarbeiterlager                           | displaced persons, ab 1950 Vertriebene                                                                                       |                                                                                      |
| 6         | 1938           | Watenstedt        | SZ-Watenstedt                 |                                             | östlich Watenstedt, im Winkel Industriestraße Mitte / Eisenhüttenstraße              | Hütte                   | Arbeiterlager                                           | ab 1950 Vertriebene |                                                                                      |
| 7         | 1938           | Drütte            | SZ-Drütte                     |                                             | westlich Drütte                                                                      | Sager & Wörner          | Bauarbeiterlager                                        | |                                                                                      |
| 7         | 1939           | Drütte            | SZ-Drütte                     |                                             | westlich Drütte                                                                      | Hütte                   | Bauarbeiter- und Kriegsgefangenenlager                  | displaced persons, ab 1950 Vertriebene                                                                                       |                                                                                      |
| 8         | 1939           | Hallendorf        | SZ-Hallendorf                 |                                             | südlich Hallendorf, an der Straße Salder-Watenstedt                                  | Hütte                   | Bauarbeiter- und Kriegsgefangenenlager                  | mit Lager 10 zusammengefasst                                                                                                 |                                                                                      |
| 9         | 1938           | Watenstedt        | SZ-Watenstedt                 |                                             | östlich Hallendorf                                                                   | Wiemer&Trachte          | Firmenlager                                             | |                                                                                      |
| 9         | 1939           | Hallendorf        | SZ-Hallendorf                 |                                             | östlich Watenstedt, an der Straße Watenstedt-B248, zw. Lager 22 u. 23                | Hütte                   | Stammarbeiterlager                                      | Ab 1947 Vertriebene |                                                                                      |
| 10        | 1938           | Hallendorf        | SZ-Hallendorf                 |                                             | westlich Lager 8                                                                     | Hütte                   | Bauarbeiter- und Kriegsgefangenenlager                  | mit Lager 8 zusammengefasst, ab 1949/50 Vertriebene                                                                          |                                                                                      |
| 11        | 1938           | Watenstedt        | SZ-Watenstedt                 |                                             | südlich Watenstedt, an der Straße Watenstedt–B248, Italienerlager                    | Hütte                   | Arbeiterlager mit Feierabendhalle                       | displaced persons, Flüchtlingsdurchgangslager, von 1946 bis 1957 Feierabendhalle als katholische St. Michael-Kapelle genutzt |                                                                                      |
| 12        | 1938           | Salzgitter        | Salzgitter-Bad                | Gitterlager                                 | nordwestlich Gitter, östlich B6                                                      | Erzbergbau              | Berg- und Zwangsarbeiterlager                           | displaced persons, Werkslazarett, ab 1949/50 Krankenhaus Salzgitter                                                          |                                                                                      |
| 13        | 1938           | Beinum            | SZ-Beinum                     | Lager Beinum                                | südlich Beinum, zwischen B248 und Bahnstrecke Salzgitter-Bad-Braunschweig            | Erzbergbau              | Bergarbeiter- und Kriegsgefangenenlager                 | displaced persons, ab 1950 Werkswohnungen                                                                                    |                                                                                      |
| 14        | 1938           | Gustedt           | Gustedt                       | Lager Gustedt / Lager Haverlahwiese II      |                                                                                      | Erzbergbau              | Bergarbeiterlager                                       | displaced persons, ab 1950 Vertriebene                                                                                       |                                                                                      |
| 15        | 1938           | Hornburg          | Hornburg                      |                                             | in Hornburg, Fabrikgebäude                                                           | Wasserversorgung        | Arbeiterlager                                           | |                                                                                      |
| 16        | 1938           | Hornburg          | Hornburg                      |                                             | in Hornburg, an der Straße nach Achim                                                | Wasserversorgung        | Arbeiterlager                                           | displaced persons |                                                                                      |
| 17        | 1938           | Baddeckenstedt    | Baddeckenstedt                |                                             | Baddeckenstedt                                                                       | Wasserversorgung        |                                                         | |                                                                                      |
| 17        | 1939           | Wolfshagen        | Wolfshagen im Harz            |                                             |                                                                                      | Reichswerke             | Rückkehrerlager                                         | |                                                                                      |
| 17        | 1940           | Watenstedt        | SZ-Watenstedt                 |                                             |                                                                                      |                         |                                                         | |                                                                                      |
| 17        | 1940           | Bruchmachtersen   | SZ-Bruchmachtersen            | Stuag-Lager                                 | nördlich Bruchmachtersen, heutiges ALDI-Gelände Flst. 173                            | Stuag                   | Firmen- / Kriegsgefangenenlager                         | |                                                                                      |
| 17        | 1942           | Bruchmachtersen   | SZ-Bruchmachtersen            | Stuag-Lager                                 | nördlich Bruchmachtersen, heutiges ALDI-Gelände Flst. 173                            | Hütte                   | Kriegsgefangenenlager                                   | Seuchenlazarett, ab 1948 Flüchtlingslager                                                                                    |                                                                                      |
| 18        | 1938           | Lebenstedt        | SZ-Lebenstedt                 |                                             | heutiges Bahnhofsgelände SZ-Lebenstedt                                               | Wohnungs AG             | Arbeiterlager                                           | displaced persons |                                                                                      |
| 19        | 1940           | Hallendorf        | SZ-Hallendorf                 |                                             | nicht bekannt                                                                        | Hütte                   | Desinfektionsanstalt                                    | | war nur kurz als Lager genutzt                                                       |
| 20        | 1940           | Salzgitter        | Salzgitter-Bad                |                                             | gegenüber SMAG                                                                       | Bergbau AG              | Arbeiterlager                                           | displaced persons, ab 1950 Schule / Kindergarten Operettentheater                                                            | evtl. vorher in Schladen                                                             |
| 21        | 1939           | Hallendorf        | SZ-Hallendorf                 | Arbeitserziehungslager Hallendorf           | nördlich Hallendorf                                                                  | Gestapo                 | Arbeitserziehungslager                                  | | Gestapo-Sonderlager                                                                  |
| 22        | 1940           | Watenstedt        | SZ-Watenstedt                 |                                             | östlich Watenstedt, an der Straße Watenstedt–B248, zw. Lager 6 u. 9                  | Hütte                   | Arbeiterlager                                           | Flüchtlingsdurchgangslager, ab 1948 Wohnungen                                                                                |                                                                                      |
| 23        | 1939           | Watenstedt        | SZ-Watenstedt                 |                                             | östlich Watenstedt, an der Straße Watenstedt–B248, östlich Lager 9                   | Hütte                   | Ostarbeiter-/Ukrainerlager (Zwangsarbeiterlager)        | Flüchtlingsdurchgangslager, ab 1948 Wohnungen                                                                                |                                                                                      |
| 24        | 1939           | Reppner           | SZ-Reppner                    | Lager Kiehwinkel / Reppnerlager             | südwestlich Reppner, im Kiehwinkel                                                   | Wohnungs AG             |                                                         | |                                                                                      |
| 24        | 1942           | Reppner           | SZ-Reppner                    | Lager Kiehwinkel / Reppnerlager             | südwestlich Reppner, im Kiehwinkel                                                   | Arbeitsamt              | Kriegsgefangenenlager                                   | |                                                                                      |
| 24        | 1939           | Reppner           | SZ-Reppner                    | Lager Kiehwinkel / Reppnerlager             | südwestlich Reppner, im Kiehwinkel                                                   | Hütte                   | Kriegsgefangenen- / später Sterbelager                  | displaced persons, „Reppner-Baltic-Camp 24“, ab 1950 Vertriebene                                                             |                                                                                      |
| 25        | Vor 1939       | Hallendorf        | SZ-Hallendorf                 |                                             | nördlich Hallendorf, beiderseits der Bleckenstedter Straße                           | RAD                     | RAD-Lager                                               | |                                                                                      |
| 25        | 1939           | Hallendorf        | SZ-Hallendorf                 |                                             | nördlich Hallendorf, beiderseits der Bleckenstedter Straße                           | Hütte                   | Arbeiterlager                                           | displaced persons | ehemals RAD-Lager; später mit Lager 25C verschmolzen                                 |
| 25A       | 1939           | Hallendorf        | SZ-Hallendorf                 |                                             | nördlich Hallendorf, 25A östlich der Straße, etwa beim heutigen Sportplatz           | Hütte                   | (Zwangs-)Arbeiterlager                                  | displaced persons, ab 1950 Wohnungen                                                                                         | Teillager von Lager 25                                                               |
| 25B       | 1939           | Hallendorf        | SZ-Hallendorf                 |                                             | nördlich Hallendorf, 25B westlich der Straße                                         | Hütte                   | Polizeilager                                            | | Teillager von Lager 25                                                               |
| 25C       | 1939           | Hallendorf        | SZ-Hallendorf                 |                                             | nördlich Hallendorf, 25C östlich der Straße, etwa beim heutigen Sportplatz           | Hütte                   | (Zwangs-)Arbeiterlager                                  | displaced persons | Teillager von Lager 25, wird in Publikationen gelegentlich mit Lager 21 verwechselt. |
| 26        | 1939           | Heiningen         | Heiningen                     |                                             | südlich Heiningen, an der Straße nach Börßum                                         | RAD                     | RAD-Lager                                               | |                                                                                      |
| 26        | 1939           | Heiningen         | Heiningen                     |                                             | südlich Heiningen, an der Straße nach Börßum                                         | Wasserversorgung        | Bauarbeiter- und Kriegsgefangenenlager;Wasserversorgung | Bodelschwinghsche Anstalten                                                                                                  |                                                                                      |
| 27        |                | Drütte            | SZ-Drütte                     | Hüttelager Waschkaue / KZ Salzgitter Drütte | unter der Hochstraße                                                                 | Hütte                   | Arbeiterlager, KZ                                       | |                                                                                      |
| 28        | 1939/40        | Altenhagen        | SZ-Lichtenberg                |                                             | am Schacht Altenhagen                                                                | Erzbergbau              | Berg-, Zwangsarbeiter- und Kriegsgefangenenlager        | displaced persons |                                                                                      |
| 29        | 1939           | Ohlendorf         | SZ-Ohlendorf                  |                                             | unmittelbar am Schacht Ohlendorf                                                     | Erzbergbau              | Berg-, Zwangsarbeiter- und Kriegsgefangenenlager        | Vermutlich displaced persons                                                                                                 |                                                                                      |
| 30        | vor Mitte 1939 | Heerte            | SZ-Heerte                     |                                             | bei Heerte, unsicher                                                                 |                         | Firmenlager                                             | |                                                                                      |
| 30        | 1939           | Peine             | Telgte                        |                                             | nördlich Telgte                                                                      | Erzbergbau              | Berg- und Zwangsarbeiterlager                           | displaced persons | Nr. von Lager 30 (alt) übernommen                                                    |
| 31        | 1939           | Watenstedt        | SZ-Watenstedt                 |                                             | südlich Watenstedt, an der Straße Watenstedt-B248, neben Lager 11                    |                         | Firmenlager                                             | | vor 1941 Firmen- und lager                                                           |
| 31        | 1940           | Watenstedt        | SZ-Watenstedt                 |                                             | südlich Watenstedt, an der Straße Watenstedt-B248, neben Lager 11                    | Hütte                   | Arbeiterlager                                           | displaced persons, Flüchtlingsdurchgangslager                                                                                | vor 1941 Firmen- und lager                                                           |
| 32        | 1938/39        | Drütte            | SZ-Drütte                     |                                             | westlich Drütte, am Weg von Drütte zur Hauptverwaltung                               |                         | Firmenlager                                             | | vor 1942 Firmenlager                                                                 |
| 32        | 1942           | Drütte            | SZ-Drütte                     |                                             | westlich Drütte, am Weg von Drütte zur Hauptverwaltung                               | Hütte                   | Arbeiterlager                                           | displaced persons, ab 1950 Vertriebene                                                                                       | vor 1942 Firmenlager                                                                 |
| 33        | 1939           | Salzgitter        | Salzgitter-Bad                |                                             |                                                                                      |                         | Firmenlager                                             | | vor 1942 Firmenlager                                                                 |
| 33        | 1942           | Beddingen         | SZ-Beddingen                  |                                             | Klaggeshof in Beddingen                                                              | Hütte                   | (Zwangs-)Arbeiterlager                                  | displaced persons | vor 1942 Firmenlager                                                                 |
| 34        | 1938/39        | Beddingen         | SZ-Beddingen                  |                                             | südwestlich Beddingen                                                                |                         | Firmenlager                                             | |                                                                                      |
| 34        | 1943           | Beddingen         | SZ-Beddingen                  |                                             | südwestlich Beddingen                                                                | Hütte                   | (Zwangs-)Arbeiterlager                                  | |                                                                                      |
| 35        | 1938/39        | Heerte            | SZ-Heerte                     |                                             | nordwestlich Heerte, etwa Deponie Diebessteig                                        | Bauwens&Tesch           | Firmenlager                                             | |                                                                                      |
| 35        | 1939           | Heerte            | SZ-Heerte                     |                                             | nordwestlich Heerte, etwa Deponie Diebessteig                                        | Hütte                   | Kriegsgefangenenlager, ab 1943 Zivilarbeiter            | displaced persons |                                                                                      |
| 36        | 1939           |                   |                               |                                             |                                                                                      |                         | Firmenlager                                             | |                                                                                      |
| 36        | 1939           | Schladen          | Schladen                      |                                             |                                                                                      | Reichswerke             |                                                         | |                                                                                      |
| 36        | 1941           | Watenstedt        | SZ-Watenstedt                 |                                             | südlich Watenstedt, an der Straße Salder-B248, östlich Lager 11, hinter 31           | Hütte                   | Jugend-, später Frauenlager                             | displaced persons |                                                                                      |
| 37        |                | Grund             | Bad Grund                     |                                             |                                                                                      |                         |                                                         | |                                                                                      |
| 37        | 1942           | Heerte            | SZ-Heerte                     | An der Wanne                                | nördlich Heerte                                                                      | Hütte                   | Arbeiterlager, ab 1943 Familienlager                    | displaced persons, ab 1950 Werkswohnungen                                                                                    |                                                                                      |
| 38        | 1941           | Ringelheim        | SZ-Ringelheim                 |                                             | am Wittmerweg                                                                        | Erzbergbau              | Berg- und Zwangsarbeiterlager                           | displaced persons |                                                                                      |
| 39        | 1943           | Watenstedt        | SZ-Watenstedt                 |                                             | westlich Immendorf, an der Straße nach Salder                                        | Hütte                   | Frauenlager                                             | |                                                                                      |
| 40        |                | Lichtenberg?      | SZ-Lichtenberg                |                                             |                                                                                      |                         |                                                         | | nur durch einen Eintrag in der Sterbekartei nachgewiesen, nichts näheres bekannt.    |
| 41        | 1943           | Steterburg        | SZ-Thiede                     |                                             | westlich Steterburg                                                                  | Hütte                   | (Zwangs-)Arbeiterlager                                  | |                                                                                      |
| 42        | 1941           | Helmstedt         | Helmstedt                     |                                             |                                                                                      | Bergbau AG              | Zwangsarbeiterlager                                     | displaced persons |                                                                                      |
| 43        | 1943           | Salzgitter        | Salzgitter-Bad                | KZ Salzgitter-Bad                           | Friedrich-Ebert-Straße, gegenüber Union-Sportplatz                                   | Bergbau AG              | Frauenlager                                             | |                                                                                      |
| 44        | 1943           | Üfingen           | SZ-Üfingen                    |                                             | südlich Üfingen                                                                      |                         | Kriegsgefangenenlager                                   | |                                                                                      |
| 45        | 1944           | Hallendorf        | SZ-Hallendorf                 |                                             | zwischen Hallendorf und Watenstedt, an der Kraftwerksbaustelle                       | Hütte                   | Arbeiterlager                                           | displaced persons, ab 1950 Vertriebene                                                                                       |                                                                                      |
| 46        | 1943           | Watenstedt        | SZ-Watenstedt                 |                                             | östlich der Eisenhüttenstraße, nördlich Lager 6, 22, 9                               | Hütte                   | Arbeiterlager                                           | Kriegsgefangenenlager für deutsche Soldaten, Flüchtlingsdurchgangslager, dann Vertriebene                                    |                                                                                      |
| 47        | 1943           | Flachstöckheim    | Flachstöckheim / SZ-Ohlendorf |                                             | zwischen Flachstöckheim und Ohlendorf, südlich Schacht Wortlah                       | Erzbergbau              | Berg- und Zwangsarbeiterlager                           | displaced persons, ab 1950 Vertriebene                                                                                       | möglicherweise vor 1943 Lager Fa. Heinemann                                          |
| 48        | 1944           | Watenstedt        | SZ-Watenstedt                 |                                             | nicht bekannt                                                                        | Hütte                   |                                                         | |                                                                                      |
| 49        | 1940           | Gitter            | SZ-Gitter                     | Lager Lenz                                  | nördlich Gitter                                                                      | Fa. Lenz&Co.            | Firmenlager                                             | |                                                                                      |
| 49        | 1941           | Gitter            | SZ-Gitter                     | Lager Lenz                                  | nördlich Gitter                                                                      | Erzbergbau              | Berg-, Zwangsarbeiter- und Kriegsgefangenenlager        | displaced persons, ab 1950 Vertriebene                                                                                       | Bis 1941 Lager der Fa. Lenz                                                          |
| 50        | 1941           | Vienenburg        | Vienenburg                    |                                             | nördlich Vienenburg                                                                  | Wasserversorgung        | (Zwangs-)Arbeiterlager                                  | displaced persons |                                                                                      |
| 51        | 1943           | Hallendorf        | SZ-Hallendorf                 |                                             | südlich Hallendorf, neben Lager 53                                                   | Hütte                   | Arbeiterlager                                           | displaced persons, Familienlager (mit Lager 53 zusammengefasst)                                                              |                                                                                      |
| 52        | 1944           | Gebhardshagen     | SZ-Gebhardshagen              |                                             | bei Schacht Haverlahwiese II                                                         | Erzbergbau              | Zwangsarbeiterlager                                     | |                                                                                      |
| 53        | 1945           | Hallendorf        | SZ-Hallendorf                 |                                             | südlich Hallendorf, neben Lager 51                                                   | Hütte                   | Arbeiterlager                                           | displaced persons, Familienlager (mit Lager 51 zusammengefasst)                                                              | wahrscheinlich erst nach Kriegsende von Lager 51 abgetrennt                          |
| A         | 1940           | Watenstedt        | SZ-Watenstedt                 |                                             | östlich Watenstedt, an der Straße Watenstedt-B248, gegenüber Lager 23                | Stahlwerke Braunschweig | (Zwangs-)Arbeiterlager                                  | displaced persons |                                                                                      |
| A1        | 1943           | Barum             | SZ-Heerte                     |                                             | nordwestlich Barum, Straße n. Heerte                                                 | Stahlwerke BS           | (Zwangs-)Arbeiterlager                                  | displaced persons, ab 1950 Wohnsiedlung „Westerkamp“                                                                         |                                                                                      |
| B         | 1940           | Watenstedt        | SZ-Watenstedt                 |                                             | östlich Watenstedt, an der Straße Watenstedt-B248, neben Lager A, gegenüber Lager 23 | Stahlwerke BS           | (Zwangs-)Arbeiterlager                                  | displaced persons |                                                                                      |
| C         | 1940           | Watenstedt        | SZ-Watenstedt                 |                                             | östlich Watenstedt, an der Straße Watenstedt-B248, neben Lager B, gegenüber Lager 23 | Stahlwerke BS           | (Zwangs-)Arbeiterlager                                  | 1946 Kriegsgefangenenlager, 1948 Ledige, 1949 displaced persons                                                              |                                                                                      |
| C1        | 1944           | Watenstedt        | SZ-Watenstedt                 |                                             | östlich Watenstedt, an der Straße Watenstedt-B248, neben Lager C                     | Stahlwerke BS           | (Zwangs-)Arbeiterlager                                  | bis Dez. 1945 Kriegsgefangenenlager, Familien von Werksangehörigen, 1950 Siedlung „Ostkamp“                                  |                                                                                      |
| D         | 1939           | Heerte            | SZ-Heerte                     | Heerter Wald / Strauchholz „Kosakenlager“   | südlich Heerte                                                                       | RAD                     | RAD-Lager                                               | |                                                                                      |
| D         | 1939           | Heerte            | SZ-Heerte                     | Heerter Wald / Strauchholz „Kosakenlager“   | südlich Heerte                                                                       | Reichswerke             | Wohnlager                                               | displaced persons, ab 1950 Vertriebene                                                                                       | Herbst 1943 russische und ukrainische Kosakenfamilien                                |
| E         | 1940           | Heerte            | SZ-Heerte                     |                                             | östlich Heerte, südlich Stahlwerke, an der Straße nach Barum                         | Stahlwerke BS           | (Zwangs-)Arbeiterlager                                  | displaced persons, Werkswohnungen, „Musekamp“                                                                                | Lagerkomplex EFG                                                                     |
| F         | 1940           | Heerte            | SZ-Heerte                     |                                             | östlich Heerte, südlich Stahlwerke, an der Straße nach Barum                         | Stahlwerke BS           | (Zwangs-)Arbeiter- und Kriegsgefangenenlager            | displaced persons, Werkswohnungen, „Musekamp“                                                                                | Lagerkomplex EFG                                                                     |
| G         | 1940           | Heerte            | SZ-Heerte                     |                                             | östlich Heerte, südlich Stahlwerke, an der Straße nach Barum                         | Stahlwerke BS           | Zwangsarbeiterlager                                     | displaced persons, Werkswohnungen, „Musekamp“                                                                                | Lagerkomplex EFG                                                                     |
| H         | 1941           | Immendorf (Barum) | SZ-Immendorf                  | KZ Watenstedt/Leinde                        | westlich der B248, nördlich Barum, südlich Immendorf, östlich Stahlwerke             | Stahlwerke BS           | Zwangsarbeiterlager                                     | displaced persons | Außenlager Watenstedt / Leinde des KZ Neuengamme                                     |
| I         | 1941           | Immendorf (Barum) | SZ-Immendorf                  | KZ Watenstedt/Leinde                        | westlich der B248, nördlich Barum, südlich Immendorf, östlich Stahlwerke             | Stahlwerke BS           | Zwangsarbeiterlager                                     | displaced persons | Außenlager Watenstedt / Leinde des KZ Neuengamme                                     |
| K         | 1941           | Immendorf (Barum) | SZ-Immendorf                  | KZ Watenstedt/Leinde                        | westlich der B248, nördlich Barum, südlich Immendorf, östlich Stahlwerke             | Stahlwerke BS           | Zwangsarbeiterlager                                     | displaced persons | Außenlager Watenstedt / Leinde des KZ Neuengamme                                     |
| L         | 1941           | Immendorf (Barum) | SZ-Immendorf                  |                                             | westlich der B248, nördlich Barum, südlich Immendorf, östlich Stahlwerke             | Stahlwerke BS           | Zwangsarbeiterlager                                     | displaced persons |                                                                                      |
| M         | 1942           | Immendorf (Barum) | SZ-Immendorf                  | KZ Watenstedt/Leinde                        | westlich der B248, nördlich Barum, südlich Immendorf, östlich Stahlwerke             | Stahlwerke BS           | Zwangsarbeiterlager                                     | displaced persons | Außenlager Watenstedt / Leinde des KZ Neuengamme                                     |